# Fly Baghdad Airlines
Fly Baghdad Airlines (arabisch فلاي بغداد), im Markenauftritt Fly Baghdad, ist eine irakische Fluggesellschaft mit Sitz in Bagdad und Basis auf dem Flughafen Bagdad. Die Fluggesellschaft ist seit November 2023 auf der EU-Flugsicherheitsliste geführt und somit vom Flugbetrieb in der Europäischen Union ausgeschlossen.

## Flugziele

Flugziele der Fly Baghdad (2015)

Fly Baghdad Airlines flog ab Bagdad Ziele innerhalb des Iraks an und fliegt international in die Türkei, Georgien, Kuwait, Syrien und Bahrain. 2016 wollte die Fluggesellschaft nach Europa fliegen.
Am 25. Januar 2024 stellte die Fluggesellschaft den Flugbetrieb aufgrund der am 22. Januar 2024 erlassenen Sanktionen der USA ein.

## Flotte
Mit Stand Januar 2024 besteht die Flotte der Fly Baghdad aus elf Flugzeugen mit einem Durchschnittsalter von 16,2 Jahren:
| Flugzeugtyp         | aktiv | bestellt | Anmerkungen                    |
| ------------------- | ----- | -------- | ------------------------------ |
| Boeing 737-700      | 01    |          | eine mit Winglets ausgestattet |
| Boeing 737-800      | 05    |          | mit Winglets ausgestattet      |
| Boeing 737-900ER    | 03    |          | mit Winglets ausgestattet      |
| Bombardier CRJ200ER | 01    |          |                                |
| Bombardier CRJ900   | 01    |          | inaktiv                        |
| Gesamt              | 11    | -        |                                |